# Högerregeln
Högerregeln kan betraktas som grundprincipen för vägkorsningar. När fordon närmar sig en korsning och inga vägmärken eller trafiksignaler som anger väjnings- eller stopplikt finns uppsatta, gäller högerregeln vilken innebär att förare har skyldighet att lämna företräde för trafik som närmar sig från höger. I Sverige, Norge, Danmark, Finland, Tyskland, Frankrike och flera andra europeiska länder med högertrafik gäller Högerregeln i både trevägs- och fyrvägskorsningar, givet att inga andra anvisningar förekommer. 
I länder med vänstertrafik tillämpas ibland vänsterregeln, vilken innebär att trafikanter skall lämna företräde åt trafik som kommer från vänster. Vissa länder har varken höger- eller vänsterregel. I till exempel Storbritannien, där man kör till vänster, finns ingen vänsterregel eftersom korsningar huvudsakligen har en huvudled eller företrädesskyltning. Vid omarkerade korsningar kan därför ingen räkna med att få företräde.

## Högerregeln i Sverige

Varning för skymd vägkorsning där högerregeln gäller

I de allra flesta vägkorsningar regleras väjningsplikten genom högerregeln, inklusive trevägskorsningar. Fordon som samtidigt närmar sig från höger på annan väg ska lämnas företräde om det saknas vägmärke/trafiksignal som anger väjnings- eller stopplikt. Högerregeln gäller för alla fordon som får framföras på svenska vägar, exempelvis personbil, lastbil, cykel och traktor.  
Korsningar som är skymda och olycksdrabbade förses ibland med vägmärke, A28, varning för vägkorsning, som varnar för en särskilt farlig och skymd korsning, vanligtvis på landsväg. Om korsningen är försedd med detta vägmärke gäller högerregeln och fordon som närmar sig från höger ska lämnas företräde.  Högerregeln gäller även i korsningar mellan enskild väg och landsväg, om inget vägmärke anger något annat och om den enskilda vägen leder ut från multipla adresser. Om en enskild väg endast leder ut från enstaka hustomt, kan däremot vägen betraktas som en utfart, och då gäller istället att trafiken som kommer från fastigheten ska lämna företräde. 
Regeln gäller även när två fordons väg skär varandra på andra ställen än vägkorsningar. Högerregeln gäller exempelvis på parkeringsområdens korsningar samt andra öppna platser, exempelvis inne på sopstationers och bensinmackars asfaltsytor. En särskild variant av högerregeln är den så kallade bussregeln, som innebär att buss på höger sida av vägen ska lämnas företräde om den blinkar ut från busshållplats och hastigheten är 50 km/h eller lägre.    
Högerregeln gäller inte vid skyltad huvudled, där det finns fungerande trafiksignaler, i cirkulationsplatser, där accelerationsfält används, där vägmärkena väjningsplikt eller stopplikt är uppsatta eller om polisman ger tecken om att annat för tillfället gäller. Vidare gäller inte Högerregeln om en förare korsar en obruten gång- eller cykelbana med trottoarkant innan en korsning,  när denne kör ut ur gångfartsområde, eller när hen lämnar ägoväg, fastighet eller parkeringsområde.  I dessa fall gäller istället utfartsregeln och väjningsplikt mot trafik på vägen man kör in på.  Högerregeln gäller däremot när förare som närmar sig från höger kör över övergångsställe, samt cykelöverfart och cykelpassage innan en korsning, då dessa inte bryter vägen.